# EMD FL9
Die FL9 ist eine Baureihe dieselelektrischer Lokomotiven der General Motors Electro-Motive Division (EMD), die als Zweikraftlokomotiven zugleich rein elektrisch betrieben werden können.

## Vorgeschichte

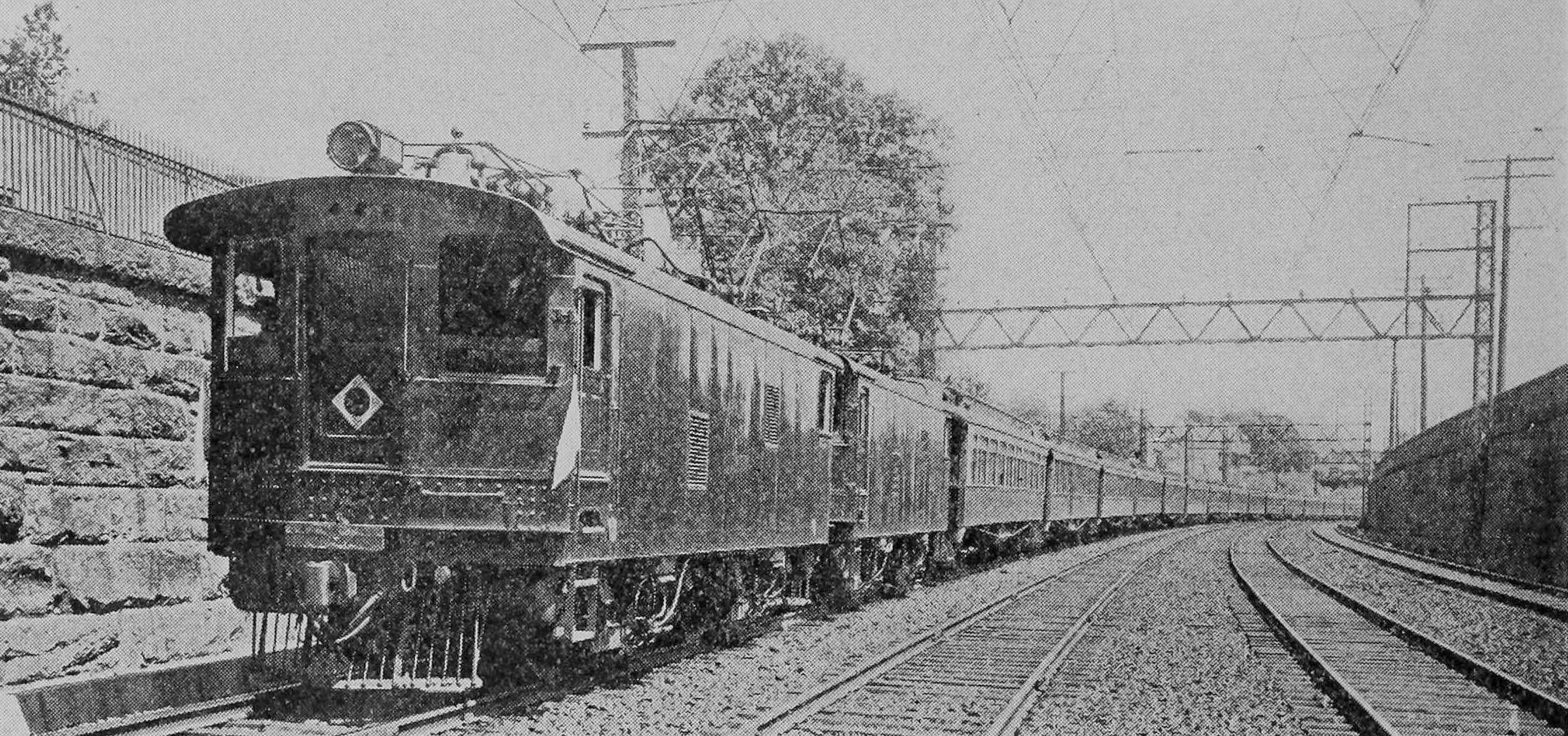
Reisezug der NYNH&HR mit einer Doppeltraktion EP-1-Lokomotiven

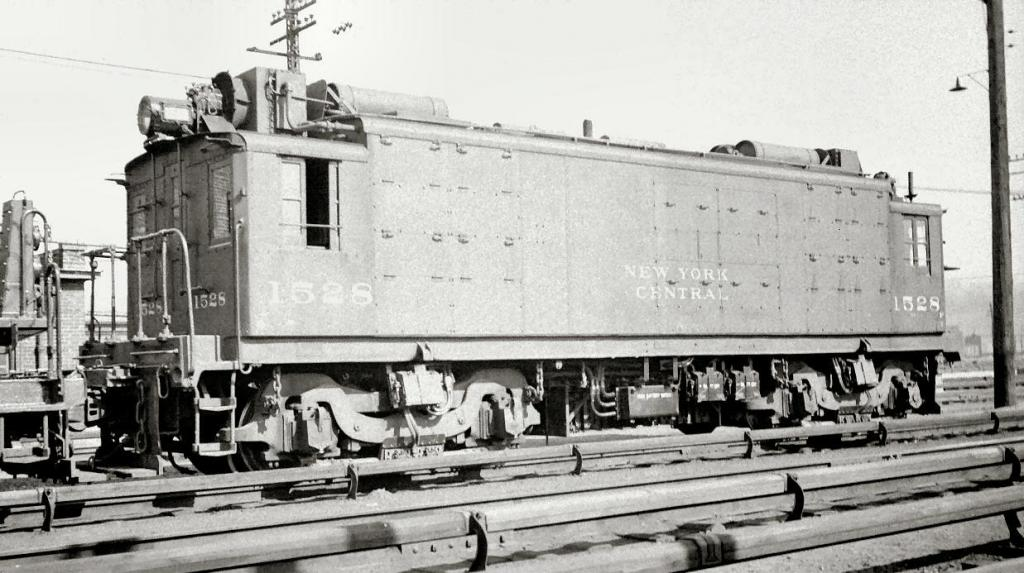
GE three-power boxcab der New York Central, um 1930

Die Gleise zum Endbahnhof Grand Central Station (seit 1913: Grand Central Terminal) im Stadtteil Manhattan von New York City liegen in einem vier Kilometer langen unterirdischen Abschnitt, aus dem die Behörden bereits 1902 den Dampfbetrieb verbannen wollten. Schlechte Sicht im dicht verräucherten Tunnel hatte im Februar jenes Jahres zu einem Eisenbahnunfall mit 15 Toten und 41 Verletzten geführt. Per Gesetz wurde die Umstellung auf elektrischen Betrieb bis zum 1. Juli 1908 gefordert.
Angefahren wurde der Bahnhof von den Zügen der Eisenbahngesellschaft New York Central and Hudson River Railroad (NYC&HR, später in der New York Central Railroad aufgegangen), deren Gleise auch die New York, New Haven and Hartford Railroad (NYNH&HR) nutzte. Ende September 1906 war der erste Abschnitt zwischen Grand Central und High Bridge (Harlem) mit seitlichen Stromschienen und 650 V Gleichspannung elektrifiziert. Im Bahnhof High Bridge wurden die Lokomotiven gewechselt. Bis Anfang 1913 wurde das elektrische Netz auf eine Länge von rund 100 km ausgedehnt.
Auch die Pennsylvania Railroad (PRR) und deren Tochter Long Island Rail Road (LIRR) elektrifizierten in jenen Jahren ihre innerstädtischen Strecken mit seitlichen Stromschienen. Die NYNH&HR, die von Grand Central bis Mott Haven Junction das System der NYC&HR mitnutzen musste, elektrifizierte die weiterführende eigene Strecke hingegen mit Oberleitung und Wechselstrom von 11 kV und 25 Hz.
Um die großen New Yorker Bahnhöfe ohne Lokomotivwechsel erreichen zu können, beschafften die Gesellschaften Mehrsystemlokomotiven und -triebwagen für zwei oder sogar drei Stromsysteme. Ein frühes Beispiel hierfür ist die New Haven EP-1, von der zwischen 1905 und 1908 41 Maschinen gebaut wurden. Später bot sich aber auch die Möglichkeit, Diesellokomotiven entsprechend umzurüsten bzw. zu bauen. Schließlich handelte es sich in den USA generell um dieselelektrische Maschinen, deren Treibachsen von Elektromotoren bewegt wurden. Frühe Zweikraftlokomotiven waren die GE three-power boxcabs (gebaut 1928 bis 1930), Baldwin RP-210 aus dem Jahr 1956 und die FM P-12-42 (Version New Haven) von 1957.

## Geschichte und Beschreibung

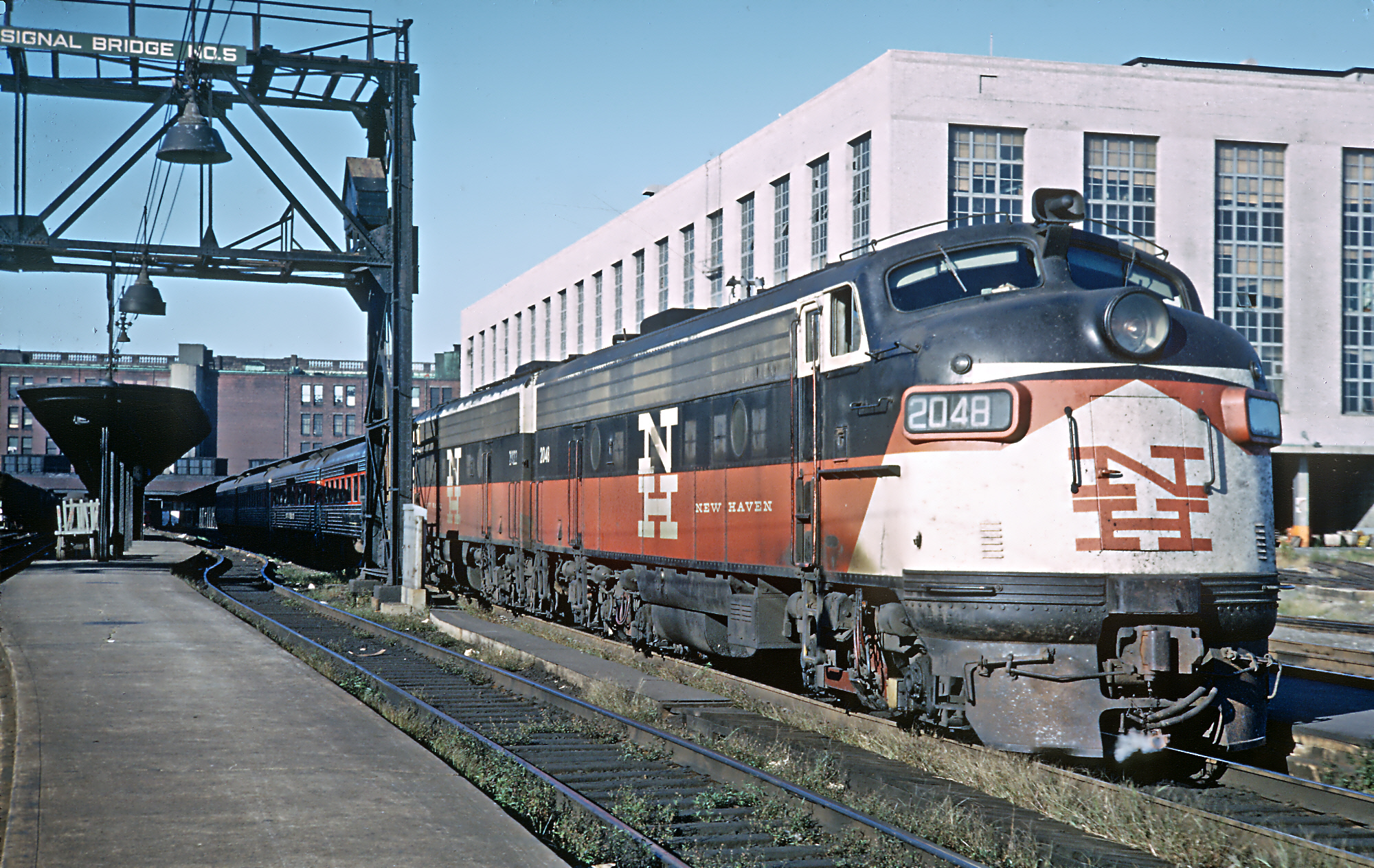
Zwei FL9 der NYNH&HR vor dem Reisezug „Merchants Limited“ nach New York in Boston South Station, 1965

Gebaut wurden die Lokomotiven von 1956 bis 1960 bei der Electro-Motive Division von General Motors. Besteller und einziger Abnehmer war die NYNH&HR. Mit ihnen war es der Bahn möglich, auch von nicht elektrifizierten Strecken aus Reisezüge (z. B. aus Boston oder Springfield) ohne Lokwechsel nach Manhattan zu führen.
Mit 60 Maschinen wurde die FL9 die bedeutendste Baureihe von Zweikraftlokomotiven in den USA. Grundlage war die FP9, eine vierachsige dieselelektrische Lokomotive von EMD, die von 1954 bis 1959 in 90 Exemplaren entstand. Wie jene hat die FL9 nur einen Führerstand und die als „Bulldog nose“ bezeichnete Front, die erstmals bei der EMD E-Serie Anwendung fand. Die FP9 und die erste Serie der FL9 sind mit dem 1305 kW leistenden Dieselmotor 16-567 C ausgestattet. Neben der zusätzlichen Ausrüstung für den elektrischen Betrieb erhielt die FL9 einen vergrößerten Dampferzeuger für die Heizung der Reisezüge. Der Wagenkasten wurde von 16,82 m auf 17,98 m gestreckt, aufgrund des höheren Gewichts wurde die Achsfolge von Bo’Bo’ in die ungewöhnliche Anordnung Bo’(A1A) geändert. Beide Drehgestelle der fünfachsigen Loks haben Flexicoil-Federungen, die ausreichend Platz für die seitlichen Stromabnehmer ließen. Die mittlere Achse des hinteren Drehgestells ist nicht angetrieben.
Da die elektrischen Fahrmotoren der FL9 – wie die der anderen Loks dieser Familie – mit einer Gleichspannung von 660 V laufen, können diese unmittelbar mit dem Fahrstrom aus den Stromschienen betrieben werden. Die seitlichen Stromabnehmer werden pneumatisch bewegt. Im elektrischen Betrieb kann die Lok über von unten wie auch – im Netz der LIRR – von oben bestrichene Stromschienen versorgt werden. Da in den Weichenbereichen des Grand Central Terminal und der Penn Station große Lücken bei den Stromschienen auftreten, sind dort Oberleitungen verlegt. Daher wurden die ersten dreißig FL9 mit kleinen Pantografen ausgestattet. Für die Druckluft des Bremssystems sorgte im elektrischen Betrieb ein Gleichstromkompressor.

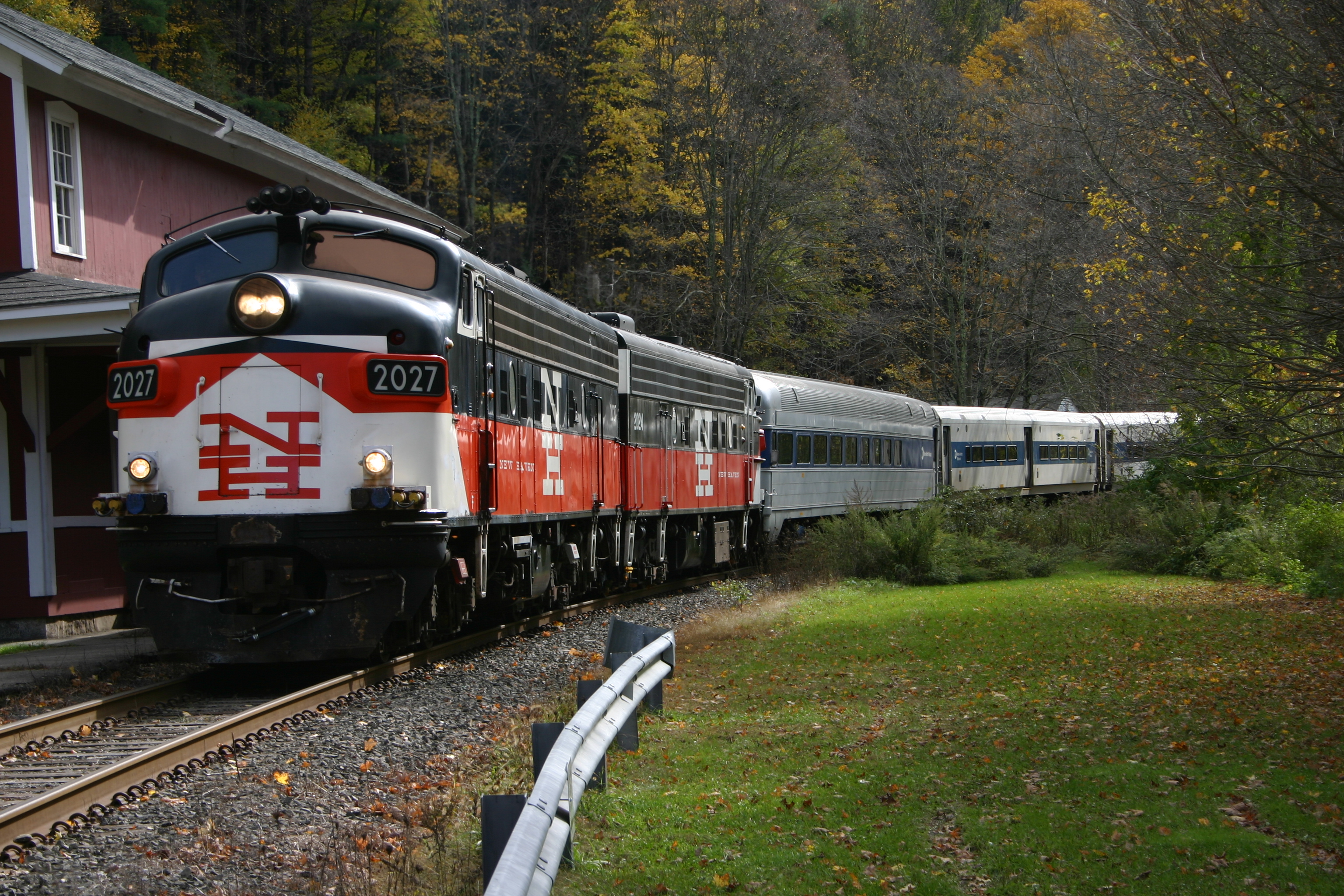
Abschiedszug „Farewell to the FL9“ in West Cornwall, 2005

Die beiden Prototypen und 28 Maschinen der ersten Serie entstanden von Oktober 1956 bis November 1957. Die zweite Serie mit 30 Lokomotiven wurde zwischen Juni und Dezember 1960 gebaut. Sie wies keinen Dachstromabnehmer mehr auf und besaß den mit 1342 kW stärkeren 16-567-D1-Dieselmotor. Anstelle des Makrofons hatten alle FL9, wie bei der NYNH&HR üblich, eine Hancock air whistle als Signalgeber. Lackiert wurden die Loks in den Farben blutorange und schwarz, mit einem weißen „Latz“ an der unteren Frontpartie. Vorn und seitlich prangte das Logo der Eisenbahngesellschaft, die Buchstaben N und H in vertikaler Anordnung.
Mit der Anlieferung der FL9 musterte die NYNH&HR alle älteren Elektrolokomotiven aus, lediglich die zehn 1954 gebauten Dreisystemlokomotiven der Baureihe EP-5 blieben im Bestand. Im Vergleich zu den ausgemusterten Maschinen erwies sich die FL9 jedoch als schwach motorisiert. Nachdem 1969 die NYNH&HR in der Penn Central Transportation aufgegangen war, wurden die Maschinen auch im Güterverkehr eingesetzt und einige in die Farben des neuen Eigentümers umlackiert. Am 21. Juni 1970 meldete die neue Gesellschaft Konkurs an und wurde unter Insolvenzverwaltung weiter betrieben.
Fernzüge von und nach Boston nutzten in New York bis 21. September 1970 überwiegend das Grand Central Terminal, während die Penn Station aus Richtung Norden fast nur von durchgehenden Verbindungen zu Zielen südlich von New York angefahren wurde. Im September 1970 wurden alle lokbespannten Fernzüge zur Penn Station verlegt. Seit dem 1. Mai 1971 wird der Personenfernverkehr durch die Amtrak durchgeführt, die zwölf FL9 übernahm.
Weitere Loks der Baureihe kamen im Vorortverkehr zum Einsatz, der auch ab September 1970 ausschließlich von und zum Grand Central Terminal geführt wurde. Die Metropolitan Transportation Authority (MTA) begann 1970, diese Leistungen zu subventionieren. Einige der hier eingesetzten FL9 erhielten die blaue MTA-Livrée mit gelber Front, verblieben aber alle im Eigentum von Penn Central. Diese Maschinen gingen 1976 zunächst an die Consolidated Rail Corporation (Conrail), ehe sie 1983 zur Metro-North Railroad der MTA gelangten und erneut ein verändertes Aussehen erhielten. Mehrere Lokomotiven wurden umgebaut und modernisiert, zehn davon bekamen wieder das alte NH-Farbschema.

## Verbleib

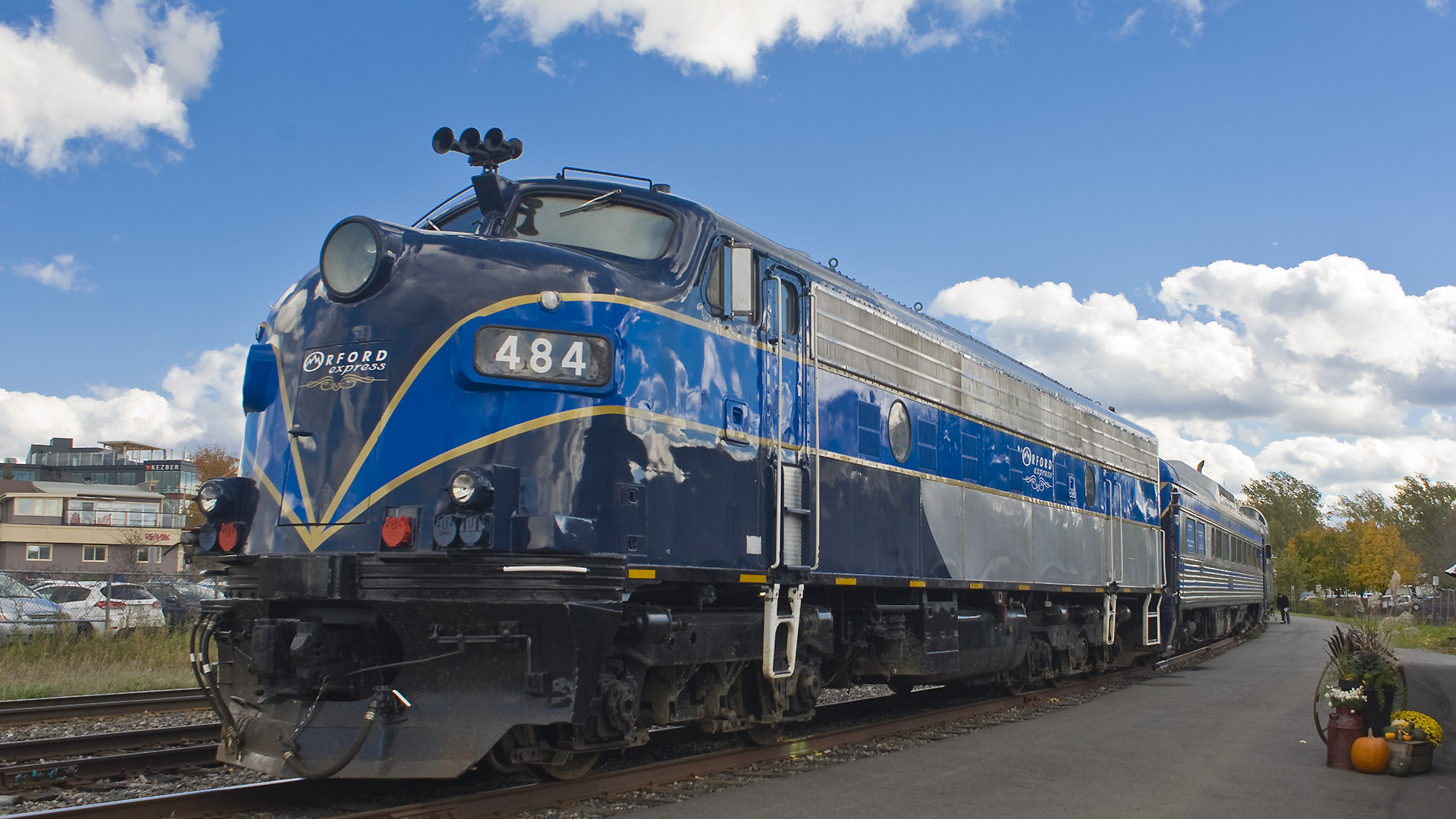
FL9 des Orford Express in Magog

Sechs der Amtrak-Maschinen wurden – nach Umbauten ab dem Jahr 1978 – bis 1996 eingesetzt. Anfang des 21. Jahrhunderts wurden die FL9 zunehmend abgestellt, der letzte Einsatz im Reiseverkehr erfolgte 2009. Zahlreiche Loks sind erhalten, verbliebene Maschinen können aber nur noch im Dieselmodus eingesetzt werden.
Unter anderem existieren die Loks 2005, 2011, 2024, 2026, 2049 und 2059, zum Teil mit veränderten Betriebsnummern. Zu den Standorten gehören das Whippany Railway Museum in Whippany, das Connecticut Eastern Railroad Museum in Willimantic und das Railroad Museum of New England in Thomaston. Vor Museumszügen sind die FL9 bei der Cape Cod Central Railroad in Cape Cod und beim Orford Express in Magog (Kanada) zu sehen.

## Sonstiges
Die Lokomotive 5048 aus der zweiten Bauserie wurde für den Spielfilm Superman aus dem Jahr 1978 verwendet.